# The Blueprint²: The Gift & The Curse
The Blueprint²: The Gift & The Curse ist das siebte Studioalbum und das erste Doppelalbum des US-amerikanischen Rappers Jay-Z. Es erschien im November 2002 und avancierte zum Millionenseller und Nummer-eins-Hit in den Vereinigten Staaten.

## Entstehung und Veröffentlichung
Die Erstveröffentlichung von The Blueprint²: The Gift & The Curse erfolgte am 12. November 2002 bei Roc-a-Fella Records. Das Album erschien in seiner Originalausführung als Doppelalbum auf CD (Katalognummer: 063-381-2) und LP (Katalognummer: 063 381-1) mit 25 Titeln. Die erste CD trägt den Titel The Gift und umfasst elf Titel, die zweite trägt den Titel The Curse und umfasst 14 Titel.
Geschrieben wurden die Lieder vom Interpreten selbst, zusammen mit verschiedenen, wechselnden Koautoren. Die Produktion erfolgte ebenfalls durch verschiedenen, wechselnde Produzenten, darunter namhafte Musiker wie Timothy Mosley (Timbaland), Justin Smith (Just Blaze), Kanye West, Pharrell Williams, Ernest Wilson (No I.D.) oder auch André Young (Dr. Dre).

## Titelliste

### Disk 1:The Gift
| #  | Titel                                                  | Produzent(en)            | Sample | Länge |
| -- | ------------------------------------------------------ | ------------------------ | --- | ----- |
| 1  | „A Dream“ (Feat. Faith Evans & The Notorious B.I.G.)   | Kanye West               | - „Juicy“ von The Notorious B.I.G. - „Stay“ von Blackjack | 4:12  |
| 2  | „Hovi Baby“                                            | Just Blaze               | - „Diggin' On You (Live)“ von TLC | 4:21  |
| 3  | „The Watcher 2“ (Feat. Dr. Dre, Rakim, & Truth Hurts)  | Dr. Dre                  | - „The Watcher“ von Dr. Dre | 5:57  |
| 4  | „’03 Bonnie & Clyde“ (Feat. Beyoncé)                   | Kanye West               | - „Me and My Girlfriend“ von Makaveli - Interpolation of „If I Was Your Girlfriend“ von Prince                                                                                         | 3:26  |
| 5  | „Excuse Me Miss“ (Feat. Pharrell)                      | The Neptunes             | | 4:41  |
| 6  | „What They Gonna Do“ (Feat. Sean Paul)                 | Timbaland                | | 4:54  |
| 7  | „All Around The World“ (Feat. LaToiya Williams)        | No I.D.                  | - „Sadie“ von B. Hawes - „Brooklyn's Finest“ von Jay-Z - „Theme From The Black Hole“ von George Clinton - „Children Get Together“ von Ed Hawkins - „Same Song“ von Digital Underground | 3:53  |
| 8  | „Poppin’ Tags“ (Feat. Big Boi, Killer Mike und Twista) | Kanye West               | - „After All“ von The Marvelettes | 6:00  |
| 9  | „Fuck All Nite“ (Feat. Pharrell)                       | The Neptunes             | - „U Don't Have To Call“ von Usher | 4:19  |
| 10 | „The Bounce“ (Feat. Kanye West)                        | Timbaland                | | 4:19  |
| 11 | „I Did It My Way“                                      | Jimmy Kendrix, Big Chuck | - „My Way“ von Paul Anka | 3:42  |

### Disk 2:The Curse
| #   | Titel                                                                                   | Produzent(en)           | Sample                                                                                   | Länge |
| --- | --------------------------------------------------------------------------------------- | ----------------------- | ---------------------------------------------------------------------------------------- | ----- |
| 1   | „Diamond Is Forever“                                                                    | Big Chuck, Ron Feemster |                                                                                          | 3:56  |
| 2   | „Guns & Roses“ (Feat. Lenny Kravitz)                                                    | Heavy D                 | - „Arco Arena“ von Cake                                                                  | 4:26  |
| 3   | „U Don’t Know (Remix)“ (Feat. M. O. P.)                                                 | Just Blaze              | - „I’m Not to Blame“ von Bobby Byrd                                                      | 4:27  |
| 4   | „Meet the Parents“                                                                      | Just Blaze              |                                                                                          | 4:59  |
| 5   | „Some How Some Way“ (Feat. Beanie Sigel & Scarface)                                     | Just Blaze              | - „Castles of Sand“ von Jermaine Jackson                                                 | 5:38  |
| 6   | „Some People Hate“                                                                      | Kanye West              | - „A Word Called Love“ von Brian & Brenda Russell                                        | 4:32  |
| 7   | „Blueprint²“                                                                            | Charlemagne             | - „The Ecstasy of Gold“ von Ennio Morricone                                              | 4:49  |
| 8   | „N***a Please“ (Feat. Young Chris & Pharrell)                                           | The Neptunes            |                                                                                          | 4:38  |
| 9   | „2 Many Hoes“                                                                           | Timbaland               |                                                                                          | 3:34  |
| 10  | „As One“ (Memphis Bleek, Freeway, Young Gunz, Beanie Sigel, Peedi Crakk, Sparks & Rell) | Just Blaze              | - „Fantasy“ von Earth, Wind and Fire                                                     | 3:49  |
| 11  | „A Ballad for the Fallen Soldier“                                                       | The Neptunes            |                                                                                          | 4:42  |
| 12* | „Show You How“                                                                          | Just Blaze              |                                                                                          | 2:59  |
| 13* | „B*****s & Sisters“                                                                     | Just Blaze              | - „When Something Is Wrong With My Baby“ von Kim Weston - „A Bitch Iz a Bitch“ von N.W.A | 2:39  |
| 14* | „What They Gonna Do Part II“                                                            | Darrell „Digga“ Branch  |                                                                                          | 3:47  |

(*) Bonustitel

## Singleauskopplungen
| Jahr | Titel              | Höchstplatzierung, Gesamtwochen, AuszeichnungChartplatzierungen (Jahr, Titel, , Platzierungen, Wochen, Auszeichnungen, Anmerkungen) | Höchstplatzierung, Gesamtwochen, AuszeichnungChartplatzierungen (Jahr, Titel, , Platzierungen, Wochen, Auszeichnungen, Anmerkungen) | Höchstplatzierung, Gesamtwochen, AuszeichnungChartplatzierungen (Jahr, Titel, , Platzierungen, Wochen, Auszeichnungen, Anmerkungen) | Höchstplatzierung, Gesamtwochen, AuszeichnungChartplatzierungen (Jahr, Titel, , Platzierungen, Wochen, Auszeichnungen, Anmerkungen) | Höchstplatzierung, Gesamtwochen, AuszeichnungChartplatzierungen (Jahr, Titel, , Platzierungen, Wochen, Auszeichnungen, Anmerkungen) | Anmerkungen                                                                        |
| Jahr | Titel              | DE | AT | CH | UK | US | Anmerkungen                                                                        |
| ---- | ------------------ | --- | --- | --- | --- | --- | ---------------------------------------------------------------------------------- |
| 2002 | ’03 Bonnie & Clyde | DE6 (10 Wo.)DE | AT28 (9 Wo.)AT | CH1 (17 Wo.)CH | UK2 Gold · (14 Wo.)UK | US4 Platin · (23 Wo.)US | Erstveröffentlichung: 10. Oktober 2002 Verkäufe: + 1.470.000; feat. Beyoncé        |
| 2003 | Excuse Me Miss     | DE67 (4 Wo.)DE | — | CH76 (4 Wo.)CH | UK17 (9 Wo.)UK | US8 Gold · (19 Wo.)US | Erstveröffentlichung: 4. Februar 2003 Verkäufe: + 500.000; feat. Pharrell Williams |

## Rezeption
Bei den Grammy Awards 2004 wurde The Blueprint²: The Gift & The Curse in der Kategorie Best Rap Album nominiert, unterlag jedoch Speakerboxxx/The Love Below von OutKast.

## Kommerzieller Erfolg

### Chartplatzierungen
The Blueprint²: The Gift & The Curse avancierte zum Nummer-eins-Erfolg in den US-amerikanischen Billboard 200.
| ChartsChartplatzierungen       | Höchstplatzierung | Wochen |
| ------------------------------ | ----------------- | ------ |
| Deutschland (GfK)              | 61 (7 Wo.)        | 7      |
| Schweiz (IFPI)                 | 52 (13 Wo.)       | 13     |
| Vereinigte Staaten (Billboard) | 1 (26 Wo.)        | 26     |
| Vereinigtes Königreich (OCC)   | 23 (16 Wo.)       | 16     |

| ChartsJahrescharts (2002)      | Platzierung |
| ------------------------------ | ----------- |
| Vereinigte Staaten (Billboard) | 137         |

| ChartsJahrescharts (2003)      | Platzierung |
| ------------------------------ | ----------- |
| Vereinigte Staaten (Billboard) | 50          |

### Auszeichnungen für Musikverkäufe
| Land/Region                  | Auszeichnungen für Musikverkäufe (Land/Region, Auszeichnung, Verkäufe) | Verkäufe  |
| ---------------------------- | ---------------------------------------------------------------------- | --------- |
| Kanada (MC)                  | 2× Platin                                                              | 200.000   |
| Vereinigte Staaten (RIAA)    | 3× Platin                                                              | 3.000.000 |
| Vereinigtes Königreich (BPI) | Gold                                                                   | 100.000   |
| Insgesamt                    | 1× Gold · 5× Platin ·                                                  | 3.300.000 |

Hauptartikel: Jay-Z/Auszeichnungen für Musikverkäufe